# 盐夫木球针壳
盐夫木球针壳（学名：Phyllactinia rhoina）是属于白粉菌目白粉菌科球针壳属的一种真菌，寄生在漆树属植物上。该种分布于中国、南非。